# Rifugio Rosetta – „Giovanni Pedrotti“
Das Rifugio Rosetta – „Giovanni Pedrotti“ oder nur Rifugio Rosetta bzw. Rifugio Giovanni Pedrotti (deutsch Rosettahütte) ist eine Schutzhütte der Società degli Alpinisti Tridentini (SAT) in der Palagruppe.

## Lage und Umgebung
Das Rifugio Rosetta liegt am Rande des Hochplateaus der Pale di San Martino im Gemeindegebiet von Primiero San Martino di Castrozza in der Provinz Trient auf 2581 m s.l.m. Nur wenig weiter westlich von der Hütte liegt der Passo Rosetta und die Cima Rosetta.

## Geschichte
Die Rosettahütte wurde 1889 erbaut und ist damit eine der ältesten Schutzhütten des SAT. Das um die Jahrhundertwende gestiegene touristische und alpinistische Interesse für die Dolomiten führte dazu, dass die Hütte 1896 zum ersten Mal erweitert wurde. Ein weiteres Projekt am nahe gelegenen Passo di Rosetta, ein wesentlich größeres und komfortableres Haus zu errichten, kam nicht über die Planungsphase hinaus und wurde aufgrund des Ausbruches des Ersten Weltkrieges aufgegeben.

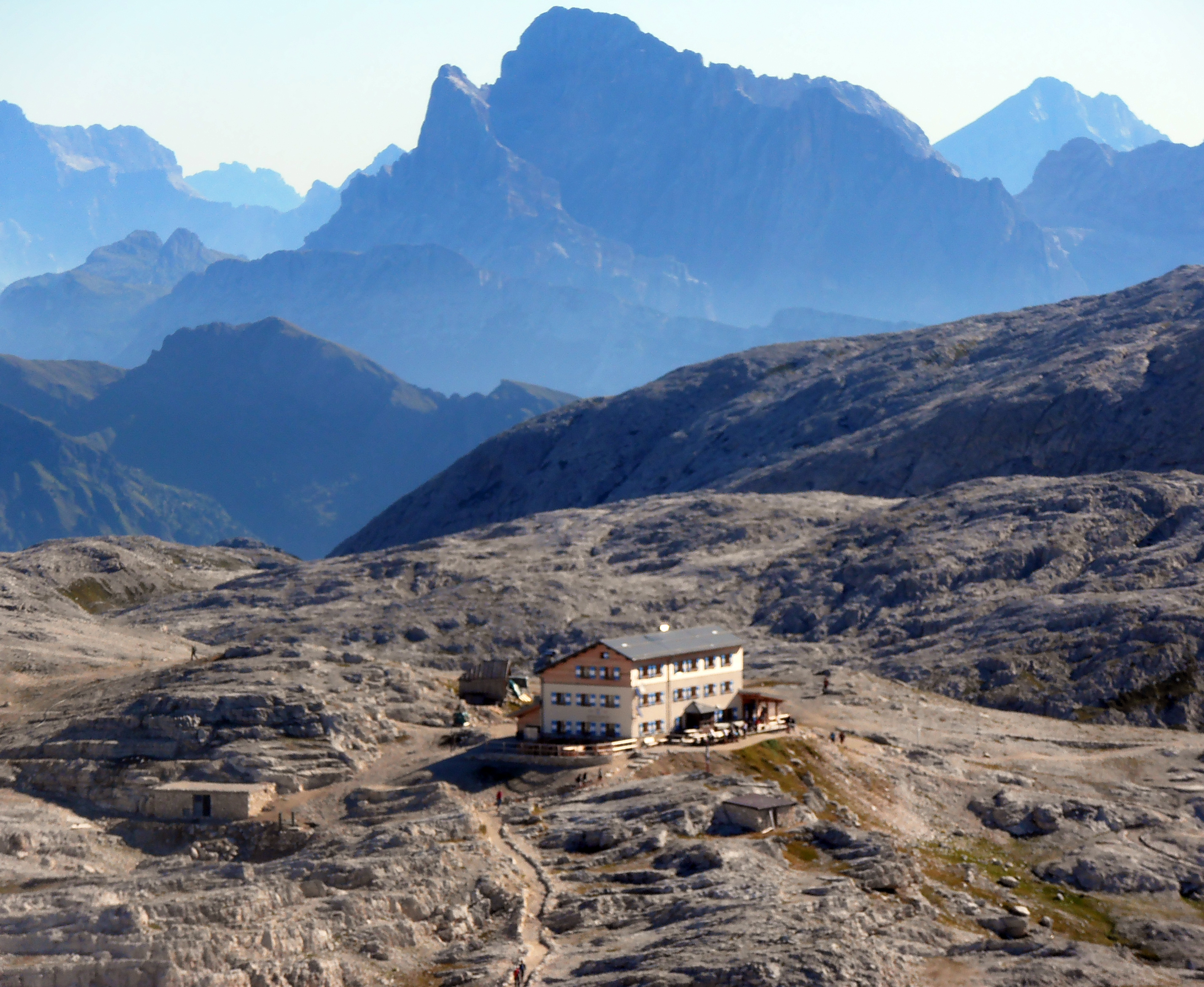
Rifugio Rossetta mit Hochplateau und Monte Civetta im Hintergrund

Im Krieg brannte das Rifugio bis auf die Außenmauern ab, so dass es nach Kriegsende vom SAT wieder neu aufgebaut werden musste. Diese zweite Hütte besaß lediglich zwölf Schlafplätze und um dem erneut gestiegenen Interesse für die Bergwelt der Palagruppe gerecht zu werden, erweiterte man die Hütte 1931 auf um die 40 Plätze. Im Zweiten Weltkrieg widerfuhr dem Rifugio jedoch das gleiche Schicksal wie im Ersten Weltkrieg knapp dreißig Jahre zuvor, da es von deutschen Truppen als Vergeltungsmaßnahme niedergebrannt wurde.
1952 wurde der mittlerweile dritte Bau eingeweiht und der Name der Schutzhütte mit dem Namen des dritten Präsidenten des Trentiner Alpenvereins SAT, Giovanni Pedrotti, erweitert. Mit der 1957 erfolgten Einweihung der Rosetta-Seilbahn, deren Bergstation zwischen Cima della Rosetta und Passo di Rosetta steht, erfuhr das Rifugio Rosetta Giovanni Pedrotti einen weiteren wesentlichen Aufschwung.
Zwischen 2010 und 2011 wurde die Schutzhütte umfangreich modernisiert, so dass sie nun auch im Winter für Skitourengeher genutzt werden kann.

## Zugänge
- Von der Bergstation der Rosetta-Seilbahn, 2600 m ⊙ auf Weg 701A, 701 (15 Minuten)
- Von San Martino di Castrozza, 1466 m ⊙ auf Weg 701 über Col Verde und Passo della Rosetta (3 Stunden)
- Von San Martino di Castrozza, 1466 m ⊙ auf Weg 702 über das Val Roda (3 Stunden 15 Minuten)
- Von Cant de Gal, 1180 m ⊙ auf Weg 709 (5 Stunden)
- Von Gares, 1381 m ⊙ auf Weg 704, 703 über das Val delle Comelle (4 Stunden)
- Von Gares, 1381 m ⊙ auf Weg, 756 über das Val Bona und die Pale Hochebene (4 Stunden 30 Minuten)

## Nachbarhütten und Übergänge
- Zum Rifugio Mulaz, 2571 m ⊙ auf Weg 703 in 4 Stunden
- Zum Rifugio Treviso, 1631 m ⊙ auf Weg 707 in 4 Stunden
- Zum Rifugio Pradidali, 2278 m ⊙ auf Weg 702, 715 in 2 Stunden

## Gipfelbesteigungen
- Cima della Rosetta, 2743 m ⊙ 30 Minuten
- Cima Fradusta, 2939 m ⊙ 2 Stunden 30 Minuten
- Cima Corona, 2578 m ⊙ 40 Minuten
- Cimon della Pala, 3184 m ⊙ 3 Stunden 30 Minuten
- Cima della Vezzana, 3192 m ⊙ 3 Stunden 15 Minuten